# موسیک اسید
موسیک اسید (به انگلیسی: Mucic acid) با فرمول شیمیایی C۶H۱۰O۸ یک ترکیب شیمیایی با شناسه پاب‌کم ۳۰۳۷۵۸۲ است. که جرم مولی آن ۲۱۰٫۱۳۸۸ g/mol می‌باشد. 